# Dicranomyia encharis
Dicranomyia encharis là một loài ruồi trong họ Limoniidae. Chúng phân bố ở miền Australasia.